# Dick de Zeeuw
Dick de Zeeuw (Tanjung Pura (Sumatra), 24 januari 1924 – Bangkok, 18 februari 2009) was een Nederlands landbouwkundige en politicus.

## Levensloop

### Oorlogservaringen
Aan het begin van de Tweede Wereldoorlog studeerde De Zeeuw landbouwkunde aan de Landbouwhogeschool Wageningen (tegenwoordig Wageningen Universiteit en Researchcentrum geheten). In 1942 probeerde hij met Fried Elzenga naar Groot-Brittannië te geraken maar bij de grens van Frankrijk met Zwitserland werden ze gesnapt. Ze werden eerst vastgezet in het Franse doorgangskamp Camp de Royallieu in Compiègne, daarna in het Duitse concentratiekamp Buchenwald en vervolgens in november 1943 in het bij Buchenwald behorende concentratiekamp Mittelbau-Dora, waar ze mee moesten helpen bij de bouw van de V1- en V2-raketten. Hun bevrijding kwam in april 1945 toen dit kamp door Amerikaanse soldaten werd ingenomen.

### Landbouwkundige werkzaamheden
Na de oorlog pakte De Zeeuw zijn studie weer op. In 1950 studeerde hij af en in 1954 promoveerde hij bij op een proefschrift over de invloed van bladgroei op de bloei van een plant. Na zijn promotie studeerde hij nog twee jaar biochemie en biofysica aan verscheidene universiteiten in de Verenigde Staten. Hij kwam daar bij zijn biofysisch onderzoekswerk in contact met toepassingsmogelijkheden van straling in de landbouw. In 1956 werd hij wetenschappelijk medewerker aan de Landbouwhogeschool Wageningen. In 1964 werd hij de eerste directeur van het onder het ministerie van Landbouw en Visserij vallende en in Wageningen gevestigde Instituut voor Toepassing van Atoomenergie in de Landbouw (ITAL) (1964-1988).
In 1976 vertrok hij bij het ITAL en werd hij directeur van de Dienst Landbouwkundig Onderzoek, de koepelorganisatie van onderzoeksinstituten op het gebied van agrarisch onderzoek, ressorterend onder het ministerie van Landbouw en Visserij. In 1985 keerde hij naar Wageningen terug als voorzitter van het college van bestuur van de Wageningen Universiteit. Van 1982 tot 1989 was hij daarnaast bijzonder hoogleraar organisatie en coördinatie van toegepast biologisch onderzoek aan de Katholieke Universiteit Nijmegen. In 1989 ging hij met emeritaat.
Tot op het laatst van zijn leven was Dick de Zeeuw actief in de ontwikkeling van de derde wereld: hij overleed op 85-jarige leeftijd in Bangkok tijdens een missie voor de Wereldbank.

### Politieke activiteiten
De Zeeuw begaf zich ook in de politiek. Na een periode als gemeenteraadslid van Ede en Statenlid van Gelderland werd hij in 1970 gekozen tot lid van de Eerste Kamer voor de Katholieke Volkspartij (KVP). Een jaar later werd hij voorzitter van die partij, als opvolger van Fons van der Stee. De Zeeuw wilde van de KVP een open partij maken die niet langer exclusief christelijk zou zijn. Hij streefde dit ook na in de fusie met ARP en CHU tot het CDA, maar werd daarin teleurgesteld en verliet de partij. Na een mislukte poging om als groep Resoluut-De Zeeuw een nieuwe partij te stichten, trad hij toe tot de PvdA, waarin hij echter nooit een rol van betekenis heeft gespeeld.

## Persoonlijk
Dick de Zeeuw was getrouwd met Atie Kroesbergen en had vier kinderen, één dochter en drie zoons. Oorspronkelijk behoorde hij tot de Nederlandse Hervormde Kerk maar hij ging in 1952 over naar de Rooms-Katholieke Kerk.
De Zeeuw was ook een verdienstelijk organist. In zijn woonplaats Bennekom bespeelde hij het orgel in de parochiekerk van Maria Virgo Regina.